# Trautenberg (Krummennaab)
Das Dorf Trautenberg ist ein Gemeindeteil der Gemeinde Krummennaab im oberpfälzischen Landkreis Tirschenreuth. Das Ritteradelsgeschlecht der Trautenberger war dort ursprünglich ansässig. Von deren Stammsitz, der Burg Trautenberg, ist nur noch eine Ruine in der Nähe des Dorfes erhalten.

## Lage
Trautenberg liegt etwa einen Kilometer südöstlich von Krummennaab an der Mündung des Heinbachs in die Fichtelnaab. Die 1862/1863 gebaute Teilstrecke Weiden–Wiesau der Bahnstrecke Weiden–Oberkotzau verläuft durch den Ort.

## Geschichte
Urkundlich erwähnt wurden der Ort bzw. das Geschlecht der Trautenberger erstmals im Jahre 1244 mit einem „Marquard de Trutenberch“ im Gefolge des Landgrafen von Leuchtenberg. Die Siedlung wurde vermutlich in der Mitte des 10. Jahrhunderts gegründet, als die von Süden vorrückenden Baiern an dem strategisch günstig gelegenen Platz eine Befestigungsanlage zum Schutz vor den Slawen anlegten.
Die Trautenberger verließen ihren Stammsitz im Jahr 1387, um sich im verkehrsgünstiger gelegenen Reuth anzusiedeln. Die Burg Trautenberg ging an die Pfreimder über, die sie bis 1412 besaßen. Ihnen folgten die Schütz von Laineck, denen Trautenberg bis 1557 gehörte. Nach mehreren Besitzwechseln erwarb die Familie von der Grün im Jahre 1597 den Herrschaftssitz. Die neuen Besitzer gaben die Burg jedoch auf und errichteten südwestlich davon im Tal ein Schloss, das im Jahr 1608 fertiggestellt wurde. In einer Beschreibung der nordgauischen Ämter aus dem Jahr 1620 befindet sich der Hinweis, dass die Burg „abgangen“, also verfallen, war.
Nachdem der Gutsbesitzer Hanns Georg von der Grün im Jahre 1648 ohne Nachkommen verstorben war, ging Trautenberg als heimgefallenes Lehen an die Familie der Rabensteiner.
Im Jahr 1690 wurden die Hirschberger Besitzer des Gutes und behielten es bis 1849.
Trautenberg wurde zum 1. Januar 1946 nach Krummennaab eingemeindet. Das Schloss und die dazugehörenden landwirtschaftlichen Besitztümer sind Eigentum der Familie von Lindenfels, die ihren Sitz im nahegelegenen Schloss Thumsenreuth hat.

## Zur Namensherkunft
Über die Entstehung des Ortsnamens gibt es verschiedene Hypothesen. Eine geht davon aus, dass bereits vor Errichtung der Burg an dieser Stelle Slawen siedelten und Trautenberg Berg einer (Slawin) Trute bedeutet. Eine weitere Deutung geht von einem Trautwein Pfreimder aus, der Stammvater der Trautenberger gewesen sein soll; nach ihm soll der Ort zunächst „Trautweinsberg“ geheißen haben, was sich im Lauf der Jahre dann zu Trautenberg gewandelt hat.
Die Volkssage kennt noch eine dritte These. Danach sollen Raubritter auf der Burg ihr Unwesen getrieben haben, weswegen man die Vorbeiziehenden warnte: „Trau-nit-dem-Berg“. Später, nachdem die Raubritter vertrieben worden waren und man die Gegend wieder gefahrlos passieren konnte, soll daraus „Traut-dem-Berg“ geworden sein.